# William B. Campbell

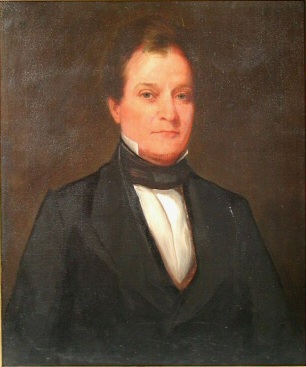
William B. Campbell.

William Bowen Campbell, född 1 februari 1807 i Sumner County, Tennessee, död 19 augusti 1867 i Wilson County, Tennessee, var en amerikansk politiker (whig). Han var ledamot av USA:s representanthus 1837–1843 och 1866–1867. Han var guvernör i delstaten Tennessee 1851-1853.
Campbell studerade juridik och inledde 1829 sin karriär som advokat i Carthage, Tennessee. Efter tre mandatperioder i representanthuset bestämde sig Campbell att inte ställa upp till omval. Han tjänstgjorde som överste i mexikanska kriget och arbetade efter kriget som domare i Tennessee. Han utmanade ämbetsinnehavaren William Trousdale i guvernörsvalet och vann.
Efter tiden som guvernör arbetade han först som bankdirektör och senare som domare. Han stödde John Bell i presidentvalet i USA 1860. Campbell var en stark motståndare till Tennessees utträde ur USA. Han tjänstgjorde i amerikanska inbördeskriget som brigadgeneral i nordstaternas armé. Efter kriget var han en kort tid kongressledamot på nytt. Whig-partiet existerade inte längre i den nya situationen men Campbell blev invald som en unionist.
Campbells grav finns på Cedar Grove Cemetery i Lebanon, Tennessee. Fort Campbell är uppkallad efter honom.